# リンディ・ヘミングス
リンディ・ヘミングス（Lindy Hemming,1948年8月21日 - ）は、イギリス・ウェールズ出身の映画衣裳デザイナーである。王立演劇学校を卒業。1980年代半ばからテレビ・映画の衣裳デザイナーとして活躍。1999年、マイク・リー監督の『トプシー・ターヴィー』でアカデミー衣裳デザイン賞を受賞。

## 主な作品
- ウェザビー Wetherby (1985)
- マイ・ビューティフル・ランドレット My Beautiful Laundrette (1985)
- 鯨が来た時 When the Whales Came (1989)
- ザ・クレイズ/冷血の絆 The Krays (1990)
- ライフ・イズ・スイート Life Is Sweet (1990)
- ベルボーイ狂騒曲/ベニスで死にそ〜 Blame It on the Bellboy (1992)
- ネイキッド Naked (1993)
- フォー・ウェディング Four Weddings and a Funeral (1994)
- 007 ゴールデンアイ GoldenEye (1995)
- ブレイブ The Brave (1997)
- 007 トゥモロー・ネバー・ダイ Tomorrow Never Dies (1997)
- リトル・ヴォイス Little Voice (1998)
- トプシー・ターヴィー Topsy-Turvy (1999)
- 007 ワールド・イズ・ノット・イナフ The World Is Not Enough (1999)
- 耳に残るは君の歌声 The Man Who Cried (2000)
- トゥームレイダー Lara Croft: Tomb Raider (2001)
- ハリー・ポッターと秘密の部屋 Harry Potter and the Chamber of Secrets (2002)
- 007 ダイ・アナザー・デイ Die Another Day (2002)
- トゥームレイダー2 Lara Croft Tomb Raider: The Cradle of Life (2003)
- バットマン ビギンズ Batman Begins (2005)
- 007 カジノ・ロワイヤル Casino Royale (2006)
- ダークナイト The Dark Knight (2008)
- 復讐捜査線 Edge of Darkness (2009)
- ワンダーウーマン Wonder Woman (2017)